# Профитис Илияс (Книди)
Профитис Илияс (на гръцки: Προφήτης Ηλίας) е малка планина в Гревенско, Гърция.

## Описание
Профитис Илияс е разположена в североизточната част на Гревенско, на северозапад от село Книди (Коприва, 680 m). Планината е ниска – най-високият ѝ връх е 851 m, като разликата във височината спрямо околността е 350 m. На североизток и изток река Сарандапорос я отделя от Червена гора (Вуринос), а на север и запад граничи с Бистрица (Алиакмонас).
Скалите на плинаната са офиолити.
Изкачването до върха може да стане от село Книди (Коприва) за около 2 часа.
| Име                     | Име                         | Височина | Местоположение                |
| ----------------------- | --------------------------- | -------- | ----------------------------- |
| Профитис Илияс          | Προφήτης Ηλίας              | 851 m    | СЗ над Книди (Коприва)        |
| Голия                   | Γκόλια                      | 758 m    | СЗ над Книди (Коприва)        |
| Дафа Рахи               | Ντάφα Ράχη                  | 717 m    | СЗ над Порос (Гостун)         |
| Кути Алони, Гудид Алони | Κουτή Αλώνι, Γκουντίτ Αλώνι | 844 m    |                               |
| Ликопигадо, Крапа       | Λυκοπήγαδο, Κράπα           | 843 m    | СИ над Порос (Гостун)         |
| Мазомени                | Μαζωμένη                    | 800 m    | ЮИ от Микроклисура (Садовища) |
| Папагорас               |                             |          | Ю от Микроклисура (Садовища)  |